# Pandoras ask (film, 1929)
Pandoras ask (tyska: Die Büchse der Pandora) är en tysk film från 1929, i regi av G. W. Pabst. Filmen är baserad på Frank Wedekinds pjäser Erdgeist (1895) och Die Büchse der Pandora (1904).
Huvudrollerna spelas av Louise Brooks, Fritz Kortner och Francis Lederer. Brooks porträtterar en förförisk ung kvinna, vars sexualitet och ohämmade natur för både henne själv liksom de som älskar henne i fördärvet.

## Rollista i urval
- Louise Brooks – Lulu
- Fritz Kortner – Dr. Ludwig Schön
- Francis Lederer – Alwa Schön
- Carl Goetz – Schigolch
- Krafft-Raschig – Rodrigo Quast
- Alice Roberts – Grevinnan Augusta Geschwitz
- Daisy D'ora – Charlotte Marie Adelaide von Zarnikow
- Gustav Diessl – Jack the Ripper
- Michael von Newlinsky – Markis Casti-Piani
- Sigfried Arno – scenansvarig